# Bukka II
Bukka II (1405-1406), también conocido como Bukka Raya II, fue el quinto emperador del Imperio Vijayanagara, y miembro de la Dinastía Sangama.
Tras la muerte de Harihara II el trono imperial quedó vacante, y sus descendientes trataron de hacerse con el poder. Virupaksha Raya se hizo con el poder, pero tuvo que pagar un precio enorme en territorios y en estabilidad, y fue asesinado pocos meses después por sus propios hijos, que reconocieron a Bukka como rey. No obstante, el propio Bukka sería depuesto al año siguiente por el tercero de los hijos de Harihara II, Deva Raya I.